# Saussurea carduicephala
Saussurea carduicephala là một loài thực vật có hoa trong họ Cúc. Loài này được (Iljin) Iljin miêu tả khoa học đầu tiên năm 1960.